# Wilhelm Schubert van Ehrenberg

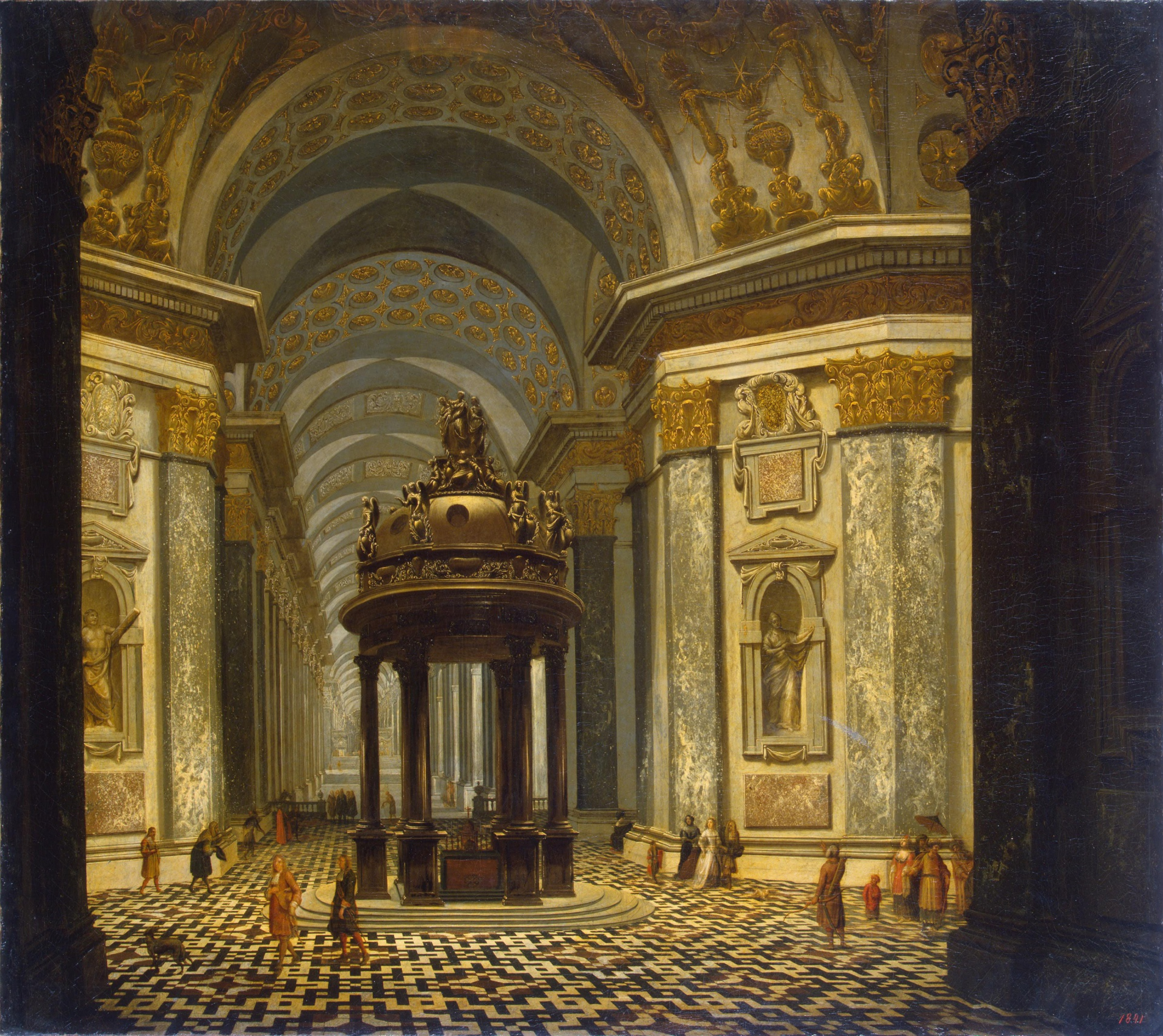
Intérieur d'église

Wilhelm Schubert van Ehrenberg (1630, probablement à Anvers - vers 1687 à Anvers) est un peintre flamand principalement actif à Anvers qui s'est spécialisé dans les peintures d'architecture, notamment d'intérieurs d'églises réels et imaginaires, de palais de la Renaissance et de galeries d'images.

## Biographie
Très probablement né à Anvers où son baptême est enregistré le 12 mai 1630 (malgré une source anonyme affirmant qu'il est né en Allemagne), il entre dans la guilde de Saint Luc d'Anvers en 1662. Il  réside à Anvers pendant la plus grande partie de sa vie. Il est possible qu'il ait voyagé en Italie car il a fait des dessins de sujets italiens.
En 1666, il prend pour épouse la fille du peintre Jan Seys. Il a un premier enfant cette année-là, un autre en 1668, puis deux autres en 1672 et 1673. Il figure parmi les membres créateurs de l'Académie d'Anvers en 1666.
La date de son décès n'est pas connue avec certitude et on pense qu'il s'est produit entre 1687 (la dernière date d'une de ses œuvres datées) et 1707.
Il eut comme élève Jacob Ferdinand Saey.

## Œuvres

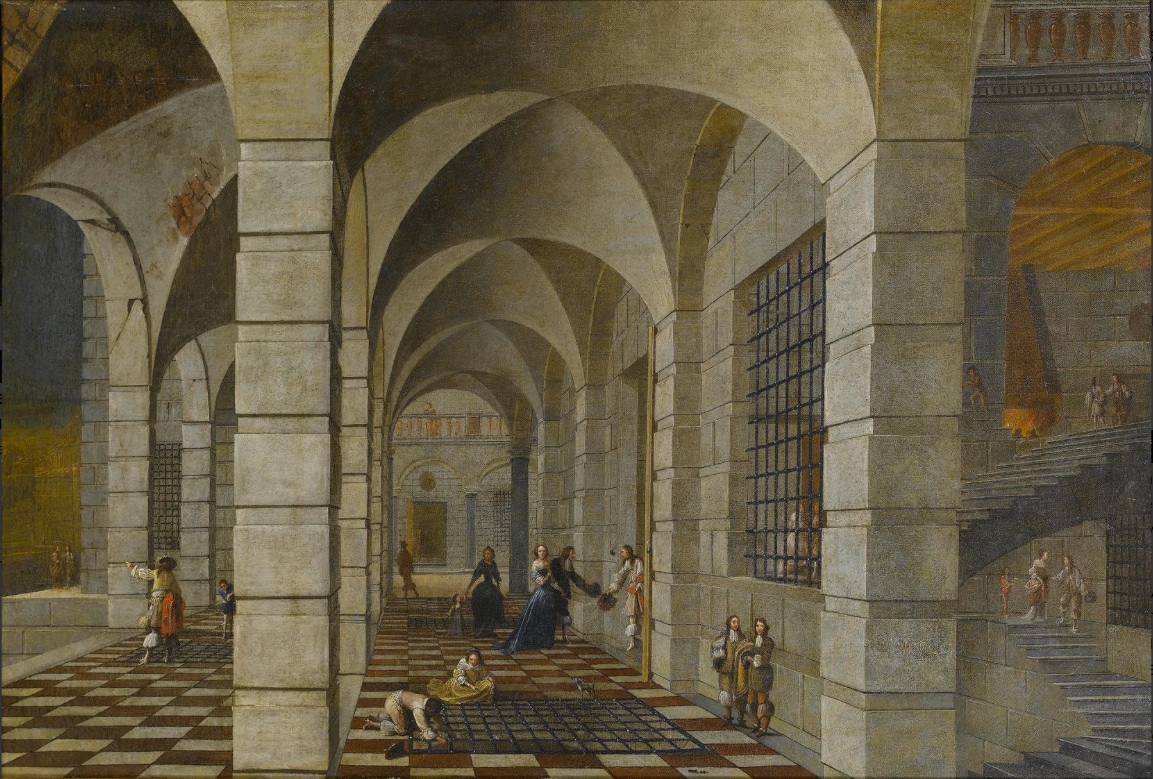
Intérieur d'un donjon avec d'élégants personnages, collaboration avec Hieronymous Janssens

Van Ehrenberg a peint de nombreuses peintures architecturales, et plus particulièrement des intérieurs d'églises, des temples, des palaces et des galeries d'art imaginaires. Des peintures telles que l'Intérieur de l'église Saint-Charles-Borromée à Anvers (1667 ; Musées royaux des beaux-arts de Belgique) soulignent l'architecture Baroque de l'espace représenté, mais sont plus artificiel que ses contemporains de l'âge d'or néerlandais tels que Pieter Jansz Saenredam ou Emanuel de Witte. Son Intérieur de l'église Saint Pierre à Rome s'inscrit dans la tradition de l'art architectural d'Anvers de la première moitié du XVIIe siècle. Cependant, l'effet spatial dans l'œuvre de van Ehrenberg est plus poussé. Il montre une préférence particulière pour le fantastique et pour le pathétique, qu'il accentue avec des contrastes clair-foncé et avec la réduction de la taille des personnages permettant d'exagérer la hauteur de l'édifice.
Une série de peintures présente un intérêt particulier, elle représente les Sept Merveilles du Monde tels que le Mausolée d'Halicarnassus et le Temple de Diana à Ephesus (qui sont tous deux au musée Henri Dupuis Saint-Omer) et les deux peintures des pierres tombales en ruines (à l'université d'Oxford).